# Jabłonowo II
Jabłonowo II (lub Jabłonowo Druga; od 1973 Jabłonowo) – dawna gmina wiejska istniejąca w latach 1934–1954 w woj. pomorskim/bydgoskim (dzisiejsze woj. kujawsko-pomorskie). Siedzibą władz gminy było Jabłonowo (od 1992 nazwa Jabłonowo Pomorskie), które nie wchodziło w jej skład, tworząc odrębną wiejską gminę Jabłonowo I.
Gmina zbiorowa Jabłonowo II została utworzona 1 sierpnia 1934 roku w powiecie brodnickim w woj. pomorskim z dotychczasowych jednostkowych gmin wiejskich: Adamowo, Budziszewo, Buk, Buk Góralski, Bukowiec, Górale, Kamień, Konojady, Lembarg, Płowęż i Szczepanki (oraz z obszarów dworskich położonych na tych terenach lecz nie wchodzących w skład gmin). Nazwa Jabłonowo II została użyta aby gminę móc odróżnić od sąsiedniej wiejskiej gminy Jabłonowo I, również z siedzibą w Jabłonowie. 
Po wojnie gmina zachowała przynależność administracyjną. 6 lipca 1950 roku zmieniono nazwę woj. pomorskiego na bydgoskie. Według stanu z dnia 1 lipca 1952 roku gmina składała się z 12 gromad: Adamowo, Buk Góralski, Buk Pomorski, Bukowiec, Górale, Jabłonowo Zamek, Kamień, Konojady, Lembarg, Piecewo, Płowęż i Szczepanki. Gmina została zniesiona 29 września 1954 roku wraz z reformą wprowadzającą gromady w miejsce gmin, a następnie przywrócona w powiecie brodnickim, w woj. bydgoskim wraz z reaktywowaniem gmin z dniem 1 stycznia 1973 roku jako wiejska gmina Jabłonowo (do 1992 bez Jabłonowa, stanowiącego od 1962 roku gminę miejską).